# Tanner Farrow
Tanner Farrow (1993) è un ex sciatore alpino statunitense.

## Biografia
Attivo in gare FIS dal dicembre del 2008, Farrow ha gareggiato prevalentemente in Nor-Am Cup, dove ha fatto il suo esordio l'8 dicembre 2010 a Lake Louise in discesa libera (56º), ha colto il suo unico podio 13 dicembre 2014 a Panorama in supergigante (3º) e ha disputato l'ultima gara il 21 marzo 2019, il supergigante di Sugarloaf dove è stato 13º. Si è ritirato al termine di quella stessa stagione 2018-2019 e la sua ultima gara è stata un supergigante FIS disputato ad Aspen il 6 aprile, chiuso da Farrow al 5º posto; in carriera non ha debuttato in Coppa del Mondo né preso parte a rassegne olimpiche o iridate.

## Palmarès

### Nor-Am Cup
- Miglior piazzamento in classifica generale: 23º nel 2017
- 1 podio:
  - 1 terzo posto